# Premio Nacional de Investigación
Los Premios Nacionales de Investigación de España son una serie de premios otorgados por el Ministerio de Ciencia e Innovación con una dotación de 30.000€ para cada categoría. Estos premios se comenzaron a otorgar a partir del año 1982 a investigadores de nacionalidad española en activo que «estén realizando una labor destacada en campos científicos de relevancia internacional y que contribuyan excepcionalmente al avance de la ciencia, al mejor conocimiento del ser humano y su convivencia, a la transferencia de tecnología y al progreso de la Humanidad».
En 2024, y por primera vez en la historia de los premios, fueron galardonadas más mujeres que hombres.

## Actuales
En la actualidad, existen 10 categorías distintas:

### Ciencias Físicas, de los Materiales y de la Tierra
| Año  | Investigador                     | Trabajo |
| ---- | -------------------------------- | --- |
| 2001 | Fernando Flores Sintas           | Contribuciones teóricas a la física de superficies, intercaras de semiconductores y a la microscopía de efecto túnel. |
| 2003 | Xavier Obradors Berenguer        | Magnetismo y la superconductividad de altas temperaturas. |
| 2005 | Pedro Miguel Etxenike Landiríbar | Interacciones de partículas con superficies. |
| 2007 | Juan Ignacio Cirac Sasturain     | Física Atómica y de la Materia Condensada, específicamente a la información cuántica y a la Física Cuántica de muchos cuerpos. |
| 2009 | Javier Tejada                    | Magnetismo cuántico, en concreto el efecto túnel resonante de espín. |
| 2011 | Francisco José Guinea López      | Grafeno. |
| 2018 | Rafael Rebolo López              | Contribuciones al conocimiento del cosmos y al descubrimiento de exoplanetas gigantes y supertierras, el decaimiento de estrellas en agujeros negros y la detección del fondo de microondas y su anisotropía. |
| 2020 | Luis Ibáñez Santiago             | Por su labor investigadora en el ámbito de las teorías de la supersimetría, teoría de las cuerdas y de la supergravedad, campos a los que ha contribuido a través de investigaciones pioneras en trabajos de referencia para la concepción actual de la Física de Partículas. Dicha trayectoria científica ha supuesto, a su vez, una relevante aportación al posicionamiento de la Física española a nivel internacional. |
| 2021 | Francisco José García Vidal      | Por sus aportaciones en el campo de la Nanofotónica, la Plasmónica y los Metamateriales. Además del reconocimiento internacional de su carrera, su capacidad de liderazgo y su labor formativa.. |
| 2022 | José Cernicharo Quintanilla      | Por su liderazgo a nivel mundial en el campo de la astrofísica molecular y sus aportaciones multidisciplinares que están teniendo un gran impacto en varios ámbitos de las ciencias físicas, químicas y de materiales. |

### Ciencia y Tecnología Químicas
| Año  | Investigador               | Trabajo |
| ---- | -------------------------- | --- |
| 2001 | José Joaquín Barluenga Mur | Síntesis orgánica, síntesis asimétrica, síntesis orgánica de los complejos de los metales de transición. |
| 2003 | Manuel Rico Sarompas       | Resonancia magnética nuclear. |
| 2005 | Miguel Valcárcel Cases     | Sensores bioquímicos de flujo continuo, fluidos supercríticos, reacciones enzimáticas, nanotubos como fases estacionarias en la electroforesis capilar.                                                                        |
| 2007 | Luis Oro Giral             | Química Organometálica y Catálisis Homogénea. |
| 2009 | Eugenio Coronado           | Magnetismo molecular. |
| 2011 | Ernest Giralt Lledó        | Diseño, síntesis, modificación controlada y estructura de péptidos y proteínas, y por su contribución al avance en el estudio del funcionamiento de proteínas relacionadas con el desarrollo del alzheimer y la esquizofrenia. |
| 2018 | Luis Liz Marzán            | Por sus numerosas y significativas contribuciones a los campos de la química coloidal y la nanociencia. |
| 2020 | Nazario Martín León        | Por su contribución científica en el área de los materiales moleculares y de nanoformas de carbono, y por las aplicaciones de estas investigaciones en el campo de la electrónica molecular.                                   |
| 2021 | Hermenegildo García Gómez  | Por su contribución científica en el ámbito de la fotocatálisis, reactividad catalítica y fotocatalítica del grafeno y otros materiales basados en carbono.                                                                    |
| 2022 | Antonio M. Echevarren      | Por sus contribuciones a la química orgánica sintética. |

### Ciencias y Tecnologías de los Recursos Naturales
| Año  | Investigador                 | Trabajo |
| ---- | ---------------------------- | --- |
| 2001 | Carlos Herrera Maliani       | Ecología evolutiva, conservación de los ecosistemas mediterráneos. |
| 2003 | Joaquín Tintoré Subirana     | movimiento de la mesoescala en el mar Mediterráneo, explotación sostenible de los recursos naturales. |
| 2005 | Miguel Delibes de Castro     | Aportaciones al conocimiento de la biología y ecología de los mamíferos. |
| 2007 | Carlos Manuel Duarte Quesada | Aportaciones al estudio del cambio global, a partir de su profundo conocimiento de los organismos marinos. |
| 2009 | Santiago Castroviejo         | Por su contribución en el campo de la Botánica Sistemática |
| 2011 | Jordi Bascompte Sacrest      | Por identificar leyes generales que determinan la forma en que las interacciones entre especies condicionan la biodiversidad. |
| 2018 | Pedro Jordano Barbudo        | Por su trayectoria investigadora robusta y constante y por el excelente impacto de su trabajo, así como su implicación en el Espacio Europeo de Investigación. Principalmente por su dedicación a los ámbitos de la ecología y (co)evolución. |
| 2020 | Xavier Querol Carceller      | Por su liderazgo en el desarrollo de tecnologías, metodologías, modelos y aportaciones científicas para comprender la importancia de los aerosoles y su interacción con los contaminantes y la salud humana, traduciendo el conocimiento científico que ha desarrollado en políticas que velan por la salud pública y la salud de los ecosistemas. |
| 2021 | Montserrat Vilà              | Por sus contribuciones en el campo de la ecología de las especies exóticas invasoras y su aplicación a la conservación de ecosistemas. |
| 2022 | Fernando Maestre Gil         | Por la generación de numerosos e importantes avances en el estudio de la biodiversidad y la ecología de las zonas áridas, los impactos del cambio climático en los ecosistemas terrestres y la desertificación. |

### Matemáticas y Tecnologías de la Información y las Comunicaciones
| Año  | Investigador                   | Trabajo |
| ---- | ------------------------------ | --- |
| 2001 | Mateo Valero Cortés            | Redes de interconexión, computadores vectoriales y procesadores superescalares. |
| 2003 | Juan Luis Vázquez Suárez       | Ecuaciones parabólicas no lineales que rigen los fenómenos de difusión en medios porosos.                                                                                          |
| 2005 | Manuel de Hermenegildo Salinas | informática, programación lógica y en la implementación eficiente de lenguajes lógicos.                                                                                            |
| 2007 | Enrique Zuazua Iriondo         | Teorías de ecuaciones en derivadas parciales y del control. |
| 2009 | José Francisco Duato Marín     | Redes de interconexión. |
| 2011 | Antonio Córdoba Barba          | Matemáticas; análisis de Fourier y en las ecuaciones en derivadas parciales y sus aplicaciones en mecánica de fluidos.                                                             |
| 2018 | Ramón López de Mántaras        | Por ser pionero en el estudio de la inteligencia artificial y por su liderazgo internacional en esta disciplina.                                                                   |
| 2020 | Carme Torras Genís             | Por sus aportaciones pioneras en el área de la robótica inteligente, a nivel nacional e internacional y, en especial, en el campo de la robótica social                            |
| 2021 | Luis Vega González             | Por sus aplicaciones al estudio del análisis armónico para ecuaciones diferenciales dispersivas, que han supuesto un impacto científico muy singular en el área de las Matemáticas |
| 2022 | Antonio Ros Mulero             | Por su trayectoria científica en el área del análisis geométrico |

### Transferencia de Tecnología
| Año  | Investigador                | Trabajo |
| ---- | --------------------------- | --- |
| 2001 | Agustín Escardino Benlloch  | Transferencia de tecnología desarrollada en estrecha colaboración entre el sistema público de investigación y la industria cerámica. |
| 2003 | Antonio Luque López         | Energía fotovoltaica, tecnologías de fabricación de células solares, a la aplicación de las energías renovables. |
| 2005 | Ignacio Fernández de Lucio  | I+D |
| 2007 | Daniel Ramón Vidal          | Biotecnología de alimentos, en contexto de aplicación, su transferencia al sector empresarial. |
| 2009 | Alfonso Miguel Gañán Calvo  | Física de fluidos, particularmente el fenómeno microfluídico "Flow Focusing" y sus aplicaciones tecnológicas. |
| 2011 | Antonio Hernando Grande     | Por conjugar una brillante actividad investigadora con una capacidad de transferencia de los resultados obtenidos, tanto en el sector académico, con la dirección del Instituto de Magnetismo Aplicado, como en el sector privado, con la creación de la empresa de base tecnológica Micromag para la explotación de sus patentes. |
| 2018 | Pablo Artal Soriano         | Por sus contribuciones pioneras en la utilización de métodos innovadores para la evaluación y corrección de la visión y su impacto en la salud ocular. |
| 2020 | Laura M. Lechuga Gómez      | Por su contribución innovadora a los métodos de diagnóstico a través de proyectos pioneros como el desarrollo de las plataformas tipo "lab-on-a-chip". |
| 2021 | María José Alonso Fernández | Por su trayectoria científica en el ámbito de la nanomedicina. |
| 2022 | Ana Martínez Gil            | por su contribución en el campo del diseño y desarrollo de fármacos para tratamientos de enfermedades neurodegenerativas e infecciosas. |

### Medicina
| Año  | Investigador                      | Trabajo |
| ---- | --------------------------------- | --- |
| 1999 | José Botella Llusiá               | Por sus contribuciones pioneras a la ginecología y obstetricia. |
| 2002 | Antonio Fernández de Molina Cañas | El papel de la pared arterial en la regulación neuroquímica de la presión sanguínea, bases neurofisiológicas de la integración sensorial-afectiva. |
| 2004 | José María Mato de la Paz         | Patología hepática, esteatohepatitis no alcohólica. |
| 2006 | Joan Rodés Teixidor               | Contribuciones en la práctica clínica en hepatología. |
| 2008 | Carlos Belmonte Martínez          | Promoción de la investigación científica biomédica en España y en el ámbito internacional. |
| 2010 | Carlos Martínez Alonso            | Contribuciones al conocimiento de la fisiología del sistema inmunitario y de sus implicaciones en la patología humana y en la medicina reparativa. |
| 2014 | Jesús Prieto Valtueña             | Terapia génica en enfermedades hepáticas y en cáncer. |
| 2019 | Valentín Fuster                   | Por sus enormes aportaciones a la investigación, a la prevención y al diagnóstico y tratamiento de la patología cardiovascular. |
| 2020 | Elías Campo Guerri                | Por sus contribuciones pioneras al estudio de las neoplasias linfoides, y por la repercusión que estas investigaciones han tenido tanto en la caracterización clínica como en la definición de diagnósticos y nuevas terapias de dichas enfermedades. |
| 2021 | Jesús San Miguel                  | Por sus contribuciones pioneras al estudio de investigación biomédica, que ha desarrollado un cambio de paradigma en la concepción de patologías como el mieloma múltiple y en sus tratamientos.                                                      |
| 2022 | Miguel Ángel Martínez-González    | Por sus singulares aportaciones sobre la relevancia de la nutrición en medicina preventiva y, en particular, de la dieta mediterránea, así como sobre la intervención conductual para cambiar los estilos de vida.                                    |
| 2024 | Carmen Ayuso García               | Por su brillante y reconocida trayectoria investigadora, orientada a la investigación genética, epidemiológica, clínica y terapéutica en enfermedades raras, incluyendo descubrimientos de nuevos genes y mecanismos patogénicos.                     |

### Biología
| Año  | Investigador                   | Trabajo |
| ---- | ------------------------------ | --- |
| 1995 | Antonio García-Bellido         | Análisis de Mecanismos Morfogenéticos en Drosophila . |
| 1999 | Margarita Salas                | Replicación y transcripción del bacteriófago ø29. |
| 2002 | Ginés Morata Pérez             | Caracterización funcional de genes reguladores en el desarrollo embrionario. |
| 2004 | Jesús Ávila de Grado           | Morfología y funcionalidad de las neuronas, procesos neurovegetativos como la enfermedad de Alzheimer. |
| 2006 | Joan Modolell Mainou           | Análisis molecular de los genes que controlan el desarrollo del sistema nervioso. |
| 2008 | Carlos López Otín              | Descubrimiento y caracterización de proteasas implicadas en diversos procesos fisiológicos y patológicos. |
| 2010 | María Antonia Blasco Marhuenda | Aportaciones pioneras a la biología de los telómeros y la telomerasa. |
| 2014 | Joan Massagué                  | Por sus contribuciones excepcionales al campo de la oncología. |
| 2019 | María Ángela Nieto             | Por su trabajo pionero en el estudio de la transición epitelio-mesénquima, un proceso biológico transcendente en la comprensión del origen del cáncer y las enfermedades degenerativas del envejecimiento. |
| 2020 | Francisco Sánchez Madrid       | Por su contribución a la investigación biomédica en el ámbito de los procesos de comunicación intercelular, adhesión, migración y activación de los leucocitos y por el impacto que ésta ha tenido en el estudio de las enfermedades inflamatorias crónicas. |
| 2021 | Purificación Muñoz Cánoves     | Por la contribución de sus investigaciones en células madre dentro de los ámbitos de la regeneración muscular y el envejecimiento. |
| 2022 | Mariano Barbacid               | "Por sus contribuciones pioneras e internacionalmente reconocidas en el campo de la oncología molecular, donde ha alcanzado posiciones de liderazgo mundial además de contribuir al desarrollo de la investigación en cáncer en España y a la formación de una nueva generación de investigadores".                                                                          |
| 2023 | José López Barneo              | Por sus contribuciones pioneras a avances de gran impacto en el campo de la fisiología celular y molecular y la neurobiología, como la comprensión de los mecanismos de regulación de la respiración por el oxígeno, el descubrimiento de células madre en el cuerpo carotídeo y el desarrollo de nuevas estrategias para el tratamiento de enfermedades neurodegenerativas. |
| 2024 | Isabel Fariñas                 | Por su destacada trayectoria científica, reconocida tanto nacional como internacionalmente, y la excelencia de sus investigaciones de gran impacto social. Destacan sus aportaciones originales a la biología de los factores neurotróficos y las células madre neurales y sus aplicaciones al tratamiento de enfermedades neurológicas.                                     |

### Ingeniería
| Año  | Investigador                  | Trabajo |
| ---- | ----------------------------- | --- |
| 1999 | Manuel Elices Calafat         | Corrosión y fracturas de materiales, así como por haber sido puente entre la investigación básica y la investigación aplicada y haber creado una escuela de gran prestigio internacional en el campo de la ciencia, la ingeniería y la tecnología de los materiales. |
| 2002 | Enrique Alarcón Álvarez       | Método numérico de los elementos de contorno, cálculo dinámico y sísmico de estructuras. |
| 2004 | José Domínguez Abascal        | Mecánica de la fractura. |
| 2006 | Mateo Valero Cortés           | Ingeniería de la arquitectura de los ordenadores a través de aportaciones fundamentales en el campo de los computadores vectoriales, sirviendo de base al procesador vectorial para supercomputación SX1.                                                            |
| 2008 | María Vallet Regí             | Contribuciones singulares en el campo de los biomateriales cerámicos y otros biomateriales para su aplicación en traumatología, odontología e ingeniería tisular. |
| 2010 | Enrique Castillo Ron          | Contribución a los campos de la estadística de valores extremos y de la fiabilidad. |
| 2014 | José María Benlloch Baviera   | Por sus relevantes contribuciones a la aplicación de la imagen molecular en biomedicina. |
| 2019 | Susana Marcos Celestino       | Por sus contribuciones la ingeniería óptica y fotónica, y al desarrollo industrial de instrumentos de diagnóstico y corrección en oftalmología. |
| 2020 | José Capmany Francoy          | Por su contribución pionera al campo de la Ingeniería Fotónica y las Telecomunicaciones Ópticas, a través de una actividad científica de vanguardia con una importante repercusión internacional.                                                                    |
| 2021 | Aníbal Ollero                 | Por “la excelencia de su actividad investigadora”, principalmente en “el desarrollo de sistemas autónomos”. |
| 2022 | Iñigo Javier Losada Rodríguez | Por su liderazgo en ingeniería oceánica y desarrollo de herramientas que están sentando las bases para un uso sostenible de recursos del océano y zonas costeras |

### Derecho, Ciencias Económicas y Sociales
| Año  | Investigador                        | Trabajo |
| ---- | ----------------------------------- | --- |
| 2002 | María Ángeles Durán Heras           | Sociología de la salud, trabajo no remunerado. |
| 2004 | Jordi Nadal Oller                   | Historia de la industrialización española. |
| 2006 | Andreu Mas Colell                   | Teoría de la demanda, teoría de juegos cooperativos y no cooperativos.                                                                              |
| 2008 | Francisco Javier Laporta San Miguel | Contribución al enriquecimiento del método jurídico, especialmente a la consolidación del Estado de Derecho.                                        |
| 2010 | Salvador Barberá Sandez             | Contribución esencial a la Economía Pública y su aportación fundamental a la construcción de instituciones académicas en España.                    |
| 2014 | José Luis García Delgado            | Análisis histórico-económico de los grandes acontecimientos del siglo XX en Europa y España.                                                        |
| 2019 | Manuel Francisco Carreiras Valiña   | Por sus contribuciones al procesamiento del lenguaje, en el ámbito de la psicología experimental.                                                   |
| 2020 | Xavier Vives Torrens                | Por su contribución a la renovación de las disciplinas de economía industrial, teoría de juegos y de finanzas, entre otras.                         |
| 2021 | Jordi Galí                          | Por su contribución en macroeconomía al ámbito de la política monetaria mediante la introducción de nuevos modelos dinámicos de equilibrio general. |
| 2022 | Luis Moreno Fernández               | Por sus investigaciones en las áreas de política social y estado de bienestar, y poder y territorio                                                 |

### Humanidades
| Año  | Investigador                   | Trabajo |
| ---- | ------------------------------ | --- |
| 1999 | Pedro Laín Entralgo            | Por sus contribuciones universales al conocimiento del hombre y su contribución a un ideal de convivencia humanizada. |
| 2002 | Álvaro Galmés de Fuentes       | Filología hispánica. |
| 2004 | Francisco Rico Manrique        | Contribución a los estudios filológicos e históricos. |
| 2006 | José Antonio Pascual Rodríguez | Filología hispánica. |
| 2008 | Aurora Egido Martínez          | Filología hispánica. |
| 2010 | Ignacio Bosque                 | Por haber sabido sabido conciliar los saberes más avanzados de la lingüística moderna con la mejor tradición de la gramática española y aplicar la mayor exigencia científica al buen uso de la lengua.                                                                                        |
| 2014 | Violeta Demonte                | Lingüística generativa. |
| 2019 | Mercedes García-Arenal         | Por sus estudios sobre minorías religiosas en la Edad Moderna de la península ibérica y el Mediterráneo |
| 2020 | Susana E. Narotzky Molleda     | Por el carácter innovador de su actividad investigadora que, desde una perspectiva pluridisciplinar que integra de manera novedosa variables históricas, antropológicas y económicas, ha contribuido a la comprensión de fenómenos actuales de gran envergadura.                               |
| 2021 | Margarita Díaz-Andreu          | Por su trayectoria investigadora en el ámbito de la arqueología, destacando sus aportaciones a los estudios de género y trabajos pioneros en el área de arqueoacústica. |
| 2022 | Daniel Innerarity              | "Por su contribución a la adaptación de los principios normativos de la democracia a las sociedades actuales, lo que supone un mejor conocimiento acerca de la política y una aportación especialmente relevante para la convivencia humana, a través de su teoría de la democracia compleja". |

## Antiguos
Originalmente y hasta 1999, los premios estaban nombrados en honor al rey Juan Carlos I, y eran tres:

### Premio Nacional Rey don Juan Carlos I, para Jóvenes Investigadores
| Año  | Investigador     | Trabajo                                                                     |
| ---- | ---------------- | --------------------------------------------------------------------------- |
| 1983 | Mariano Barbacid | Por sus contribuciones al conocimiento de las bases moleculares del cáncer. |

### Premio Nacional Rey don Juan Carlos I a la Investigación Científico-Técnica
| Año  | Investigador                                   | Trabajo |
| ---- | ---------------------------------------------- | ------- |
| 1985 | Luis Enrique Ibáñez SantiagoDavid Lou Mirabent |         |
| 1987 | Ángel Pazos Carro                              |         |
| 1989 | José López BarneoJoan Massagué                 |         |
| 1995 | Fàtima Bosch i Tubert                          |         |
| 1997 | Eugenio Coronado Miralles                      |         |
| 1999 | Fernando Martín García                         |         |

### Premio Nacional Rey don Juan Carlos I a la Investigación Humanística y Científico-Social
| 1985 | Desierto                    | Desierto | Desierto | Desierto | Desierto |
| 1987 | Xavier Vives Torrents       |          |          |          |          |
| 1989 | Desierto                    | Desierto | Desierto | Desierto | Desierto |
| 1995 | Luis Antonio González Marín |          |          |          |          |
| 1997 | Xavier Sala i Martín        |          |          |          |          |
| 1999 | Manuel Molina Martos        |          |          |          |          |